# El Símbolo
El Símbolo es una banda argentina de latin-pop, formada en 1993 por Frank Madero, que provenía del grupo TNN (The New Nation) con el cual había tenido un gran éxito en Europa con la canción La Cucamarcha, una versión de La cucaracha y las canciones 1, 2, 3 y Levantando las Manos.

## Historia
La banda se formó en el año 1993 en la Provincia de Buenos Aires después de perder un juicio con su anterior productor, lo que les obligó a cambiar de nombre. En 1994 lanzaron al mercado su primer sencillo titulado No te preocupes, (una versión de «Break My Stride» de Matthew Wilder) incluido en su álbum debut El Símbolo, el cual, llegó a los primeros puestos de las radios nacionales aquel año.
Durante 1995 realizaron una gira por Chile. En diciembre de ese mismo año editan Madagascar, su segundo disco que salió a la venta finalmente en 1996. Posteriormente, se trasladaron a Brasil durante mes y medio. Al regresar a Argentina, presentan el segundo sencillo de su segundo álbum, titulado Te quedas junto a mí. Ese mismo año, Garriga, deja la formación y comienza su andadura en el mundo musical en solitario. Más tarde, ese año, presentan Levantando las manos y Dame el jamón, ambos sencillos incluidos en un compilado dance, como parte de un adelanto de su tercer trabajo discográfico. En 1998 lanzan el disco titulado No pares!. El primer sencillo fue Toda la noche y el segundo fue 1,2,3.
Dos años más adelante, en 1999, sale Hit Mix, CD con remixes de sus canciones más conocidas, y en el 2000 Simbódromo, con canciones como Parate y baila, Levantando las manos, 1,2,3, Canta, etc. Participaron en el Festival de Viña del Mar a la vez que sacan a la venta en el 2001 su sexto álbum, con el nombre de Latin Beat, el cual, les permite expandirse más allá en el plano internacional. En 2003 editan en formato EP De repente California del cual se desprende el tema que le da nombre al disco como primer sencillo.
En 2005, la banda crea una nueva formación, reuniendo para ello, un grupo de bailarinas de diferentes países de Latinoamérica, y, desde entonces, se presenta en los shows acompañado de dos bailarinas del grupo. Su séptima placa, Muévete incluyó varios hits como El quebra'ito, Muévete y pa'delante y pa'atrás. Ya en 2006 se lanza en México y el Caribe su octavo disco; un álbum doble con el nombre de Éxitos + DVD, incluyendo 17 canciones y 15 videoclips en formato DVD. En marzo de 2008 se embarcan en un tour por todo México, promocionando su nuevo sencillo Bandido ban ban, y lanza su nuevo disco Mundo Pop.
Para el verano Europeo de 2010, lanzaron por Vale Music/Universal el nuevo sencillo Mami Pump it up. Han realizado giras por Chile, México y Europa en 2011, con las nuevas producciones Baila fiesta y Ritmo bomba, que fueron preparadas y lanzadas mundialmente para el verano.

### Producciones propias
En 2006 Frank Madero (cantante, músico y productor de la banda) y Ramón Garriga (músico y productor de la banda), crean su propia productora y estudio de grabación, con sede en la Ciudad de Buenos Aires, llamado Hit Designers, donde producen los discos de El Símbolo y de otros artistas.

## Formación
- Frank Madero
- Ramón Garriga

### Elenco de bailarinas
- Mónica (México)
- Laura (México)
- Anabelle (México)
- Judith (Argentina)
- Loreley (Argentina)
- Pili (Argentina)
- Yamila (Argentina)
- Anna (Estados Unidos)
- Itzel (México)

### Músicos
- Joel Ramírez (teclados y coros) (2000 - 2001)
- Sebastián Ballesteros (bajo y coros) (2000 - 2001)
- Marco Pedroza (batería) (2000 - 2001)

## Discografía
- El Símbolo - 1994
- Madagascar - 1996
- No pares - 1998
- Hit Mix - 1999
- Simbódromo - 2000
- Latin Beat - 2002
- De repente, California - 2003
- Muévete - 2005
- Grandes éxitos - 2005
- Enciéndelo - 2006
- Mundo pop - 2008
- Baila fiesta - 2011
- Ritmo bomba - 2011
- 90's pop tour - 2022
- 2000's pop tour - 2022